# Christiaan Huygens
Christiaan Huygens (/'krɪstja:n 'hœyxəns/ⓘ La Haya, 14 de abril de 1629-La Haya, 8 de julio de 1695) fue un astrónomo, físico, matemático e inventor neerlandés. Explicó la  naturaleza de los anillos de Saturno, fue el descubridor de Titán, inventó el reloj de péndulo moderno, explicó la naturaleza ondulatoria de la luz, perfeccionó el telescopio, hizo aportes importantes en teoría de la probabilidad y estableció las leyes del choque entre cuerpos elásticos. Fue miembro fundador de la Royal Society.
Huygens identificó por primera vez las leyes correctas de la colisión elástica en su obra De Motu Corporum ex Percussione, terminada en 1656 pero publicada póstumamente en 1703. En 1659, Huygens derivó geométricamente la fórmula de la mecánica clásica para la fuerza centrífuga en su obra De vi Centrifuga, una década antes que Newton. En óptica, es conocido por su teoría ondulatoria de la luz, que describió en su Traité de la Lumière (1690). Su teoría de la luz fue rechazada al principio en favor de la teoría corpuscular de la luz de Newton, hasta que Augustin-Jean Fresnel adoptó el principio de Huygens para dar una explicación completa de la propagación rectilínea y los efectos de la difracción de la luz en 1821. Hoy en día, este principio se conoce como Principio de Fresnel - Huygens.
Huygens inventó el reloj de péndulo en 1657, que patentó ese mismo año. Su investigación horológica dio lugar a un extenso análisis del péndulo en Horologium Oscillatorium (1673), considerada una de las obras más importantes del siglo XVII sobre mecánica. Aunque contiene descripciones de diseños de relojes, la mayor parte del libro es un análisis del movimiento pendular y una teoría de las curvas. En 1655, Huygens comenzó a tallar lentes con su hermano Constantijn para construir telescopios refractores. Descubrió la primera de las lunas de Saturno, Titán, y fue el primero en explicar el extraño aspecto de Saturno como debido a "un anillo delgado y plano, que no se toca en ninguna parte, e inclinado respecto a la eclíptica"." En 1662 Huygens desarrolló lo que hoy se conoce como  ocular huygeniano, un telescopio con dos lentes para disminuir la cantidad de  dispersión.
Como matemático, Huygens desarrolló la teoría de las evoluciones y escribió sobre juegos de azar y el problema de la partida interrumpida en Van Rekeningh in Spelen van Gluck, que Frans van Schooten tradujo y publicó como De Ratiociniis in Ludo Aleae (1657). El uso del valor de expectativas por parte de Huygens y otros inspiraría más tarde el trabajo de Jacob Bernoulli sobre la  teoría de la probabilidad.

## Inicios
Christiaan Huygens nació en el seno de una importante familia neerlandesa. Su padre, el diplomático Constantijn Huygens, le proporcionó una excelente educación y lo introdujo en los círculos intelectuales de la época.
Estudió mecánica y geometría con preceptores privados hasta los 16 años. Christiaan aprendió geometría, cómo hacer modelos mecánicos y habilidades sociales como tocar el laúd. En esta primera etapa, Huygens estuvo muy influido por el matemático francés René Descartes, visitante habitual de la casa de Constantijn durante su estancia en los Países Bajos. Su formación universitaria transcurrió entre 1645 y 1647 en la Universidad de Leiden (donde Van Schooten le dio clases de matemáticas), y entre 1647 y 1649 en el Colegio de Orange de Breda (donde tuvo otro experto profesor de matemáticas, John Pell). En ambos centros estudió derecho y matemáticas, destacándose en la segunda.
A través del contacto de su padre con Mersenne, comenzó una correspondencia entre Huygens y Mersenne durante esta época. Mersenne desafió a Huygens a resolver gran número de problemas, incluyendo el problema de la catenaria. Aunque no halló la solución correcta, encontró la solución de cómo colgar pesos en la cuerda para que cuelgue en forma de parábola.
Huygens dedicó los siguientes años a viajar como embajador de los Países Bajos, visitando, entre otros lugares, Copenhague, Roma y París. En 1656 creó el primer reloj de péndulo. En 1660 volvió a París para instalarse definitivamente. Allí mantuvo frecuentes reuniones con importantes científicos franceses, entre otros, Blaise Pascal.
Sin embargo, pronto abandonó la ciudad para marcharse a Londres en 1661. Ingresó en la recién formada Royal Society, donde pudo comprobar los asombrosos avances realizados por los científicos ingleses. Allí pudo mostrar sus superiores telescopios y conoció a científicos como Robert Hooke o Robert Boyle, entre otros.
En 1666 aceptó la invitación de Colbert, ministro de Luis XIV, para volver a París e incorporarse a la Academia de las Ciencias Francesa. Dada su experiencia en la Royal Society de Londres, Huygens pudo llegar a liderar esta nueva academia e influir notablemente en otros científicos del momento, como su amigo y pupilo Leibniz. Fueron años muy activos para Huygens, pero se enturbiaron por sus problemas de salud y las guerras del Rey Sol contra los Países Bajos. Huygens abandonó Francia en 1681.
Tras una estancia en sus Países Bajos natal, Huygens decidió volver a Inglaterra en 1689. Allí volvió a relacionarse con la Royal Society y conoció a Isaac Newton, con el que mantuvo frecuentes discusiones científicas. Y es que Huygens siempre criticó la teoría corpuscular de la luz y la ley de la gravitación universal de Newton.

## Obras científicas

### Matemáticas
Huygens fue uno de los pioneros en el estudio de la probabilidad, tema sobre el que publicó el libro De ratiociniis in ludo aleae (Razonamientos sobre los juegos de azar), en 1656. En él introdujo algunos conceptos importantes en este campo, como la esperanza matemática, y resolvió algunos de los problemas propuestos por Pascal, Fermat y De Méré. Esta obra de Huygens sería estudiada profundamente por Jakob Bernoulli en su Ars conjectandi.
Además resolvió numerosos problemas geométricos, como la rectificación de la cisoide y la determinación de la curvatura de la cicloide. También esbozó conceptos acerca de la derivada segunda.

### Física

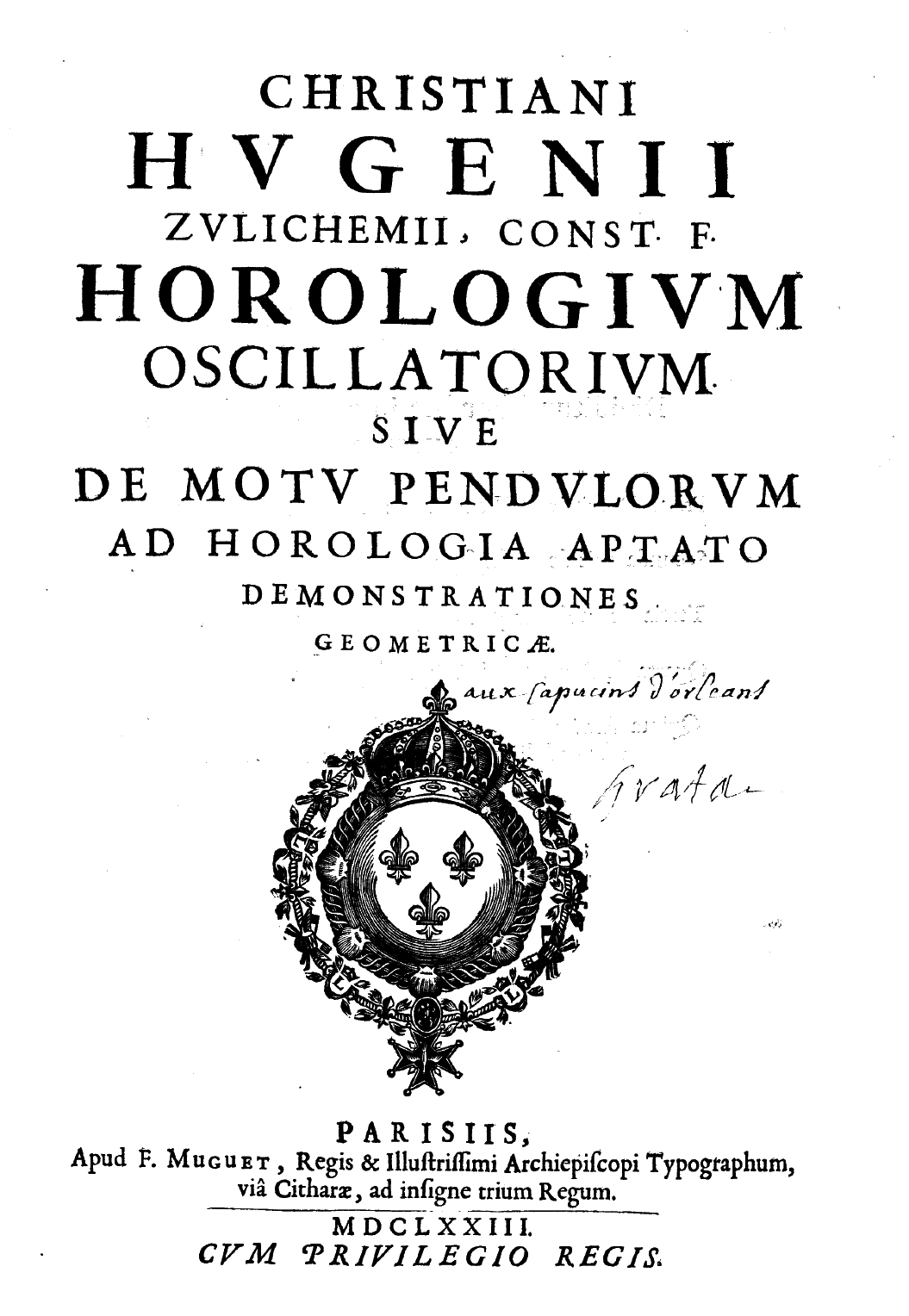
Horologium oscillatorium sive de motu pendulorum, 1673

Debido a su interés en la astronomía, sus trabajos se centraron en la mecánica y la óptica que mejoraran la calidad de las observaciones. La necesidad de una medida más precisa del tiempo, fundamental en las observaciones astronómicas, le llevó a inventar el reloj de péndulo y dar una demostración rigurosa de sus fundamentos, en su obra Horologium oscillatorum (1673), en la que se halla la expresión exacta de la fuerza centrífuga en un movimiento circular, la teoría del centro de oscilación, el principio de la conservación de las fuerzas vivas (antecedente del principio de la conservación de la energía), centrándose esencialmente en las colisiones entre partículas (corrigiendo algunas ideas erróneas de Descartes) y el funcionamiento del péndulo simple y del reversible.
En el campo de la óptica elaboró la teoría ondulatoria de la luz, partiendo del concepto de que cada punto luminoso de un frente de ondas puede considerarse una nueva fuente de ondas (principio de Huygens). A partir de esta teoría explicó, en su obra Traité de la lumière, la reflexión, refracción y doble refracción de la luz. Dicha teoría quedó demostrada definitivamente por los experimentos de Thomas Young a principios del siglo XIX.

### Astronomía

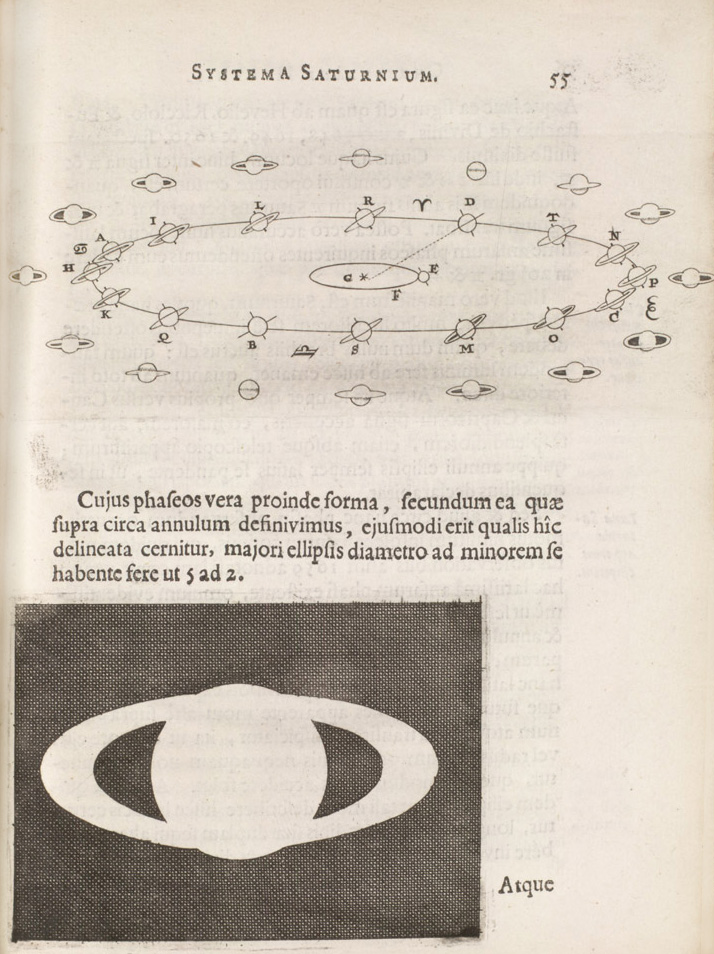
Explicación de Huygens de las fases de Saturno, Systema Saturnium, 1659.

Aficionado a la astronomía desde pequeño, pronto aprendió a tallar lentes (especialidad de Holanda desde la invención del telescopio, hacia el año 1608) y junto a su hermano llegó a construir varios telescopios de gran calidad. Por el método de ensayo y error comprobaron que los objetivos de gran longitud focal proporcionaban mejores imágenes, de manera que se dedicó a construir instrumentos de focales cada vez mayores: elaboró un sistema especial para tallar este tipo de lentes, siendo ayudado por su amigo el filósofo Spinoza, pulidor de lentes de profesión. El éxito obtenido animó a Johannes Hevelius a fabricarse él mismo sus telescopios.
En 1655 terminó un telescopio de gran calidad: apenas tenía 5 cm de diámetro aunque medía más de tres metros y medio de longitud, lo que le permitía obtener unos cincuenta aumentos: con este aparato vio que en torno al planeta Saturno existía un anillo (descubierto con anterioridad por Galileo, que no pudo identificarlo claramente) y la existencia de un satélite, Titán, el 25 de marzo de ese año. Después de seguirlo durante varios meses, para estar seguro de su período y órbita, dio a conocer la noticia en 1656.
Realizó importantes descubrimientos en el campo de la astronomía gracias a la invención de una nueva lente ocular para el telescopio. Estudió la Nebulosa de Orión (conocida también como M42), descubriendo que en su interior existían estrellas diminutas. En 1658 diseñó un micrómetro para medir pequeñas distancias angulares, con el cual pudo determinar el tamaño aparente de los planetas o la separación de los satélites planetarios.
Continuó con la fabricación y pulido de lentes con focales cada vez mayores: después de obtener objetivos de cinco, diez y veinte metros de focal (que probó en telescopios aéreos, sin tubo) terminó un telescopio con una focal de 37 metros. Instalado sobre largos postes y sostenido por cuerdas para evitar el alabeo de la madera, con él llegó a obtener una imagen muy clara de los anillos de Saturno, llegando a divisar la sombra que arrojaban sobre el planeta. También estudió el cambio en la forma e iluminación de los anillos a medida que el planeta giraba alrededor del Sol.
En honor suyo, la sonda de exploración de Titán —la mayor luna de Saturno— construida por la ESA lleva su nombre (sonda Huygens).

## Filosofía natural
Huygens fue el principal filósofo natural europeo entre Descartes y Newton. Sin embargo, a diferencia de muchos de sus contemporáneos, Huygens no tenía gusto por los grandes sistemas teóricos o filosóficos, y en general evitaba tratar cuestiones metafísicas (si se le presionaba, se adhería al cartesiano y a la  filosofía mecánica de su época). En lugar de ello, Huygens se destacó por ampliar el trabajo de sus predecesores, como Galileo, para encontrar soluciones a problemas físicos sin resolver que fueran susceptibles de análisis matemático. En particular, buscó explicaciones que se basaran en el contacto entre cuerpos y evitaran la acción a distancia.
En común con Robert Boyle y Jacques Rohault, Huygens abogó durante sus años parisinos por una filosofía natural corpuscular-mecánica orientada a la experimentación. Este enfoque fue calificado en ocasiones de "baconiano", sin ser inductivista ni identificarse con las opiniones de Francis Bacon de forma simplista.
Tras su primera visita a Inglaterra en 1661 y asistir a una reunión en el Gresham College y la formación de la Royal Society, donde conoció directamente los experimentos de la bomba de aire de Boyle, Huygens dedicó tiempo a finales de 1661 y principios de 1662 a replicar el trabajo. Resultó ser un largo proceso que sacó a la superficie tanto una cuestión experimental ("suspensión anómala") como una cuestión teórica (horror vacui), y que terminó en julio de 1663 cuando Huygens se convirtió en miembro de la Royal Society. Huygens llegó a aceptar el punto de vista de Boyle sobre el vacío en contra de la negación cartesiana del mismo, mientras que la replicación de los resultados de los experimentos de Boyle con la bomba de aire se truncó desordenadamente.
La influencia de Newton sobre John Locke fue mediada por Huygens, quien aseguró a Locke que las matemáticas de Newton eran sólidas, lo que llevó a Locke a aceptar una física corpuscular-mecánica.

## Linterna mágica
La primera aparición de una referencia a la linterna mágica la hace Christiaan Huygens en un manuscrito de 1659. En este manuscrito, Huygens hace un diseño de este artefacto. También aparece el diseño de placas para crear proyecciones mediante la superposición de imágenes.
Aunque en este texto de Huygens sea la primera vez que aparece mencionada una linterna mágica, existen indicios de que ya existían linternas mágicas con anterioridad a esta fecha.

## Nombrados en honor a Huygens

### Ciencia
- Sonda Huygens: el módulo de aterrizaje para Titán (satélite), luna de Saturno, parte de la misión Cassini-Huygens a Saturno;
- Asteroide 2801 Huygens
- Huygens, un cráter en Marte;
- Mons Huygens, una montaña en la Luna;
- Huygens Software, un paquete procesamiento de imágenes de microscopio.
- El ocular de Huygens de dos elementos designado por él. Un primer paso en el desarrollo de la lente acromática, ya que corrige alguna aberración cromática.
- Principio de Huygens-Fresnel, un modelo sencillo para comprender las distorsiones en la propagación de las ondas;
- Ondas secundarias de Huygens, la base matemática fundamental para la teoría de la difracción escalar;
- W.I.S.V. Christiaan Huygens: sindicato de estudiantes neerlandés para los estudios de Matemáticas y Ciencias de la Computación en la Delft University of Technology
- Huygens Laboratory: sede del departamento de Física de la Universidad de Leiden;
- superordenador Huygens: instalación Nacional de Supercomputación de los Países Bajos, situado en  SARA en Ámsterdam;
- El edificio Huygens en Noordwijk, Países Bajos, primer edificio en el Space Business parque opuesto Estec (ESA);
- El edificio Huygens en la Radboud University, Nimega, uno de los principales edificios del departamento de Ciencias de la Universidad de Nimega.

### Otros
- Christiaan Huygens College, una universidad localizada en Eindhoven.
- The Christiaan Huygens, un navío de la Nederland Line.
- Huygens Scholarship Programme para estudiantes internacionales y estudiantes neerlandeses
- En la cultura popular se le puede encontrar como personaje en la novela gráfica de Novae  donde se puede ver su tiempo como empleado en Francia y toma el papel de mentor del protagonista.